# Peugeot Typ 68
Der Peugeot Typ 68 ist ein frühes Automodell des französischen Automobilherstellers Peugeot, von dem 1905 im Werk Audincourt 276 Exemplare produziert wurden.
Die Fahrzeuge besaßen einen Einzylinder-Viertaktmotor, der vorne angeordnet war und über Kardan die Hinterräder antrieb. Der Motor leistete bei den Modellen 68 A und 68 B aus 883 cm³ Hubraum 8 PS, beim Modell 68 C betrug der Hubraum 987 cm³.
Es gab die Modelle 68 A, 68 B und 68 C. Bei einem Radstand von 200 cm betrug die Spurbreite 115 cm. Die Karosserieformen Tonneau und Phaeton boten Platz für vier Personen. Eine Sonderstellung nimmt der 68 C ein, ein Rennwagen.